# 傅昭儀
傅昭儀（ふしょうぎ）は、前漢の元帝の昭儀（側室）で、哀帝の祖母。没後に孝元傅皇后の諡号を贈られ追尊された。

## 経歴

### 入宮
父は河内郡温県の人で、早くに亡くなった。母は魏郡の鄭翁（名は不明）に再嫁し、鄭惲と鄭礼を生んだ。傅昭儀は若くして上官太后の才人となり、元帝が太子となってから、進幸を得た。黄龍元年（前49年）に元帝が即位すると倢伃となり、はなはだ寵愛された。傅倢伃には才略があり、よく人に仕えた。平都公主と劉康（定陶恭王）を産み、劉康は才芸があったため元帝にとりわけ愛された。劉康は永光3年（前41年）に済陽王に立てられた。
馮倢伃が劉興（中山孝王）を産んだのち、元帝は倢伃の上に「昭儀」を設け、傅倢伃と馮倢伃を昭儀とした。傅昭儀と劉康が母子共々元帝に寵愛される一方、王皇后・皇太子劉驁（成帝）母子はあまり寵愛されなかった。竟寧元年（前33年）に元帝が病床に臥した際も、傅昭儀と劉康が常に左右に侍る一方で、王皇后と劉驁はほとんど進見できなかった。元帝は皇太子を劉康に代えようとしたが、史丹の説得により思いとどまった。

### 成帝の皇太子をめぐって
竟寧元年（前33年）に元帝が崩御し、成帝が即位すると、傅昭儀は劉康とともに封国の山陽国に就き、王太后となった。劉康は建昭5年（前34年）に山陽王、河平4年（前25年）4月に定陶王に移されている。陽朔3年（前22年）に劉康は薨じ、恭王と諡された。定陶王は劉康と丁姫の子である劉欣（哀帝）が継いだ。傅太后はみずから劉欣を養育した。
劉欣が成長したのち、成帝に子がいなかったため、劉欣と劉興が皇太子の候補となった。元延4年（前9年）に劉欣と劉興が入朝した際、傅太后は趙皇后・趙昭儀姉妹と大司馬王根に賄賂を贈り、劉欣を皇太子に推薦するよう求めた。趙姉妹と王根が劉欣を称賛し、成帝も劉欣の能力を買ったため、綏和元年（前8年）に劉欣が皇太子に立てられた。成帝は傅太后の従弟の傅喜を太子庶子とした。傅太后と丁姫は詔で長安の定陶国邸に居るよう命じられた。有司は皇太子を傅太后・丁姫と面会させてよいかどうか議論し、させるべきでないという結論に達した。王太后は10日に1度、傅太后と丁姫を皇太子の家に行かせようとし、成帝の反対を押し切り、傅太后のみ皇太子の家に行くことができるようになった。

### 哀帝の即位と尊号問題
綏和2年（前7年）の3月に成帝が崩御し、4月に哀帝が即位すると、王太后は詔して傅太后と丁姫を10日に1度未央宮に行かせることにした。哀帝は丞相の孔光と大司空の何武に、傅太后の在所をどこにするか諮問した。孔光が傅太后が哀帝に会って政事に参与することを恐れ、新しく傅太后の宮殿を建てることを主張する一方で、何武は既存の桂宮を在所とするよう提案した。何武の意見が採用されると、傅太后は桂宮から復道を通じて未央宮の哀帝のもとへ行き、自らを称す尊号と親族の尊重を求めるようになった。
それに前後して、董宏が哀帝の意を汲み、丁姫を皇太后にするよう上奏した。左将軍の師丹と大司馬の王莽がこれに反対し、董宏が不道であると弾劾した。哀帝は即位して間もなかったため、師丹と王莽の意見に従い、董宏は庶人に貶された。傅太后は大いに怒り、自らの尊号を求めた。この頃、未央宮で宴会が開かれた際、王莽は傅太后の座席が王太后の隣に設定されているのを見て、「定陶太后（傅太后）は藩妾である、どうして至尊（王太后）と並ぶことができようか」と担当者を責めた。それを聞いた傅太后は激怒し、宴会に出席せず、王莽を怨んだ。これを受け、王莽は大司馬を辞任した。
その後、王太后の詔により、定陶恭王（劉康）を「恭皇」と尊んだ。5月、哀帝は傅太后の従弟の傅晏の子の傅氏を皇后に立てると、詔して傅太后を「恭皇太后」、丁姫を「恭皇后」とし、それぞれに左右詹事を置き、食邑も王太后・趙太后と同等とした。また傅太后の父を「崇祖侯」と追尊し、傅晏を孔郷侯に封じた。「恭皇太后」と「恭皇后」は、それぞれに「皇太后」「皇后」の語を入れて傅太后と丁姫に敬意を示しつつも、諸侯王を示す「恭」の字を残し、また「恭皇の太后」と「恭皇の后」という解釈もできるようにし、師丹・王莽らの反対派に配慮を示した折衷案であった。しかし、郎中令の冷褒・黄門郎の段猷らが上奏し、「恭皇太后」「恭皇后」の称号に諸侯国を表す名を冠すべきでないとし、また長安に恭皇の廟を立てることを求めた。これには多くの有司が賛成したが、師丹が反対した。
同年には、傅喜が衛尉、ついで右将軍となっている。傅太后が政事に関わろうとすると、傅喜がしばしば諌めてきたため、傅太后は傅喜に大司馬として輔政させようとしなかった。しかし、建平元年（前6年）、大司空の何武・尚書令の唐林の上奏により、傅喜が大司馬となり、高武侯に封ぜられた。
傅太后は王太后（太皇太后）と同等の尊号を望んでいた。しかし、丞相の孔光・大司馬の傅喜・大司空の師丹がそれに反対していたため、傅太后の怒りを買っていた。建平元年（前6年）10月に師丹が大司空・高楽侯から罷免され、朱博が大司空となった。ついで傅喜が建平2年（前5年）2月に大司馬から罷免され、丁姫の兄の陽安侯丁明が後任となった。孔光も傅氏や朱博の讒言を受け、建平2年（前5年）4月に丞相・博山侯から罷免された。後任の丞相は朱博となった。
同月、朱博の提案に従って哀帝が詔を出し、傅太后を「帝太太后」と尊んで「永信宮」と称し、丁姫を「帝太后」と尊んで「中安宮」と称すことにした。それにより王太后（太皇太后）・趙太后（皇太后）と合わせて4人の太后が並び立つこととなった。それぞれに秩中二千石の少府・太僕が置かれていた。
王莽は大司馬を辞めた後も特進・給事中として長安で政治に参与していた。朱博は以前に王莽が傅太后が尊号を称すことに反対していたことを理由に、新都侯の爵位を剥奪するよう上奏した。哀帝は、王莽が王太后の親族であることから、爵位の剥奪まではせず、新都侯国に就くよう命じた。また、朱博は傅太后と傅晏の意向を受け、傅喜を列侯からも罷免するよう上奏した。しかし、それが傅太后の讒言によるものであることが発覚したため、傅晏は食邑を削減され、朱博は獄に下された。同年8月、朱博は自殺した。建平4年（前3年）には、傅太后の従弟で侍中の傅商が汝昌侯に、異父弟の鄭惲の子の鄭業が陽信侯に封ぜられた。
傅太后は尊号を受けると驕奢をきわめ、王太后を「嫗」（ばば）と呼んだ。また、劉興（中山孝王）の母の馮太后（中山太后）は傅太后とともに元帝につかえていたため、傅太后は馮太后を怨んでおり、呪詛の罪に陥れて自殺させた。建平4年（前3年）、傅太后は「皇太太后」とされた。
| 皇帝 | 年            | 王政君   | 傅昭儀         | 趙飛燕   | 丁姫     |
| ---- | ------------- | -------- | -------------- | -------- | -------- |
| 元帝 | 前48年-前33年 | 皇后     | 昭儀           | -        | -        |
| 成帝 | 前33年-前7年  | 皇太后   | 定陶太后       | 皇后     | 定陶王姫 |
| 哀帝 | 前7年         | 太皇太后 | 恭皇太后       | 皇太后   | 恭皇后   |
| 哀帝 | 前5年         | 太皇太后 | 帝太太后       | 皇太后   | 帝太后   |
| 哀帝 | 前3年         | 太皇太后 | 皇太太后       | 皇太后   | -        |
| 哀帝 | 前2年         | 太皇太后 | (追)孝元傅皇后 | 皇太后   | -        |
| 平帝 | 前1年-後6年   | 太皇太后 | (追)定陶恭王母 | 孝成皇后 | (追)丁姫 |

### 死去
傅太后は元寿元年（前2年）正月に崩じ、元帝の渭陵に合葬され、「孝元傅皇后」と称された。皇太太后の璽綬を帯び、墳丘は元帝のものと同じ高さであった。
元寿2年（前1年）に哀帝が崩御し、平帝が即位すると、王太后と王莽が実権を握った。王莽は王太后の詔により傅氏と丁氏の官爵をすべて免じた。また王莽の上奏により、傅太后の号は「定陶恭王母」、丁太后の号は「丁姫」とされた。元始5年（5年）、王莽は傅太后と丁姫の墓葬が礼制に合わないとして、璽綬を取り去って定陶恭王の塚に改葬するよう主張した。王太后は躊躇したが、王莽がなおも強硬に主張するためにこれを許した。王太后は詔を出し、元の棺のまま椁を重ねて塚を作り、太牢を供えて祀るよう命じた。傅太后の棺を掘り出す際、穴が崩れて数百人が圧死した。また、丁姫の椁を開くと燃えはじめて炎は4・5丈に及び、吏卒が水をかけて消火したものの、椁の中の器物が焼けた。
王莽は再び上奏し、傅太后の生前に起きた宮殿火災と丁姫の椁の炎上は天が下した災異であるとして、棺や衣服を媵妾のものに改めるよう求め、裁可された。傅太后の棺を開けると、臭気は数里先まで届いたという。公卿が銭や絹を納め、人員を提供したため、十余万人が作業し、20日間で傅太后と丁姫の塚は崩されて平らになった。王莽はその周りに棘をめぐらせ、世の戒めにしたという。

## 親族
- 異父弟妹：鄭惲、鄭礼（劉康の后である張氏の母）
- 子：定陶恭王劉康、平都公主（中国語版）
- 孫：哀帝
- 叔父：傅子孟、傅中叔、傅子元、傅幼君
- 従弟：傅喜、傅晏、傅商
- 従姪：傅皇后